# Lacerta viridis
Lacerta viridis là một loài thằn lằn trong họ Lacertidae. Loài này được Laurenti mô tả khoa học đầu tiên năm 1768.

## Hình ảnh

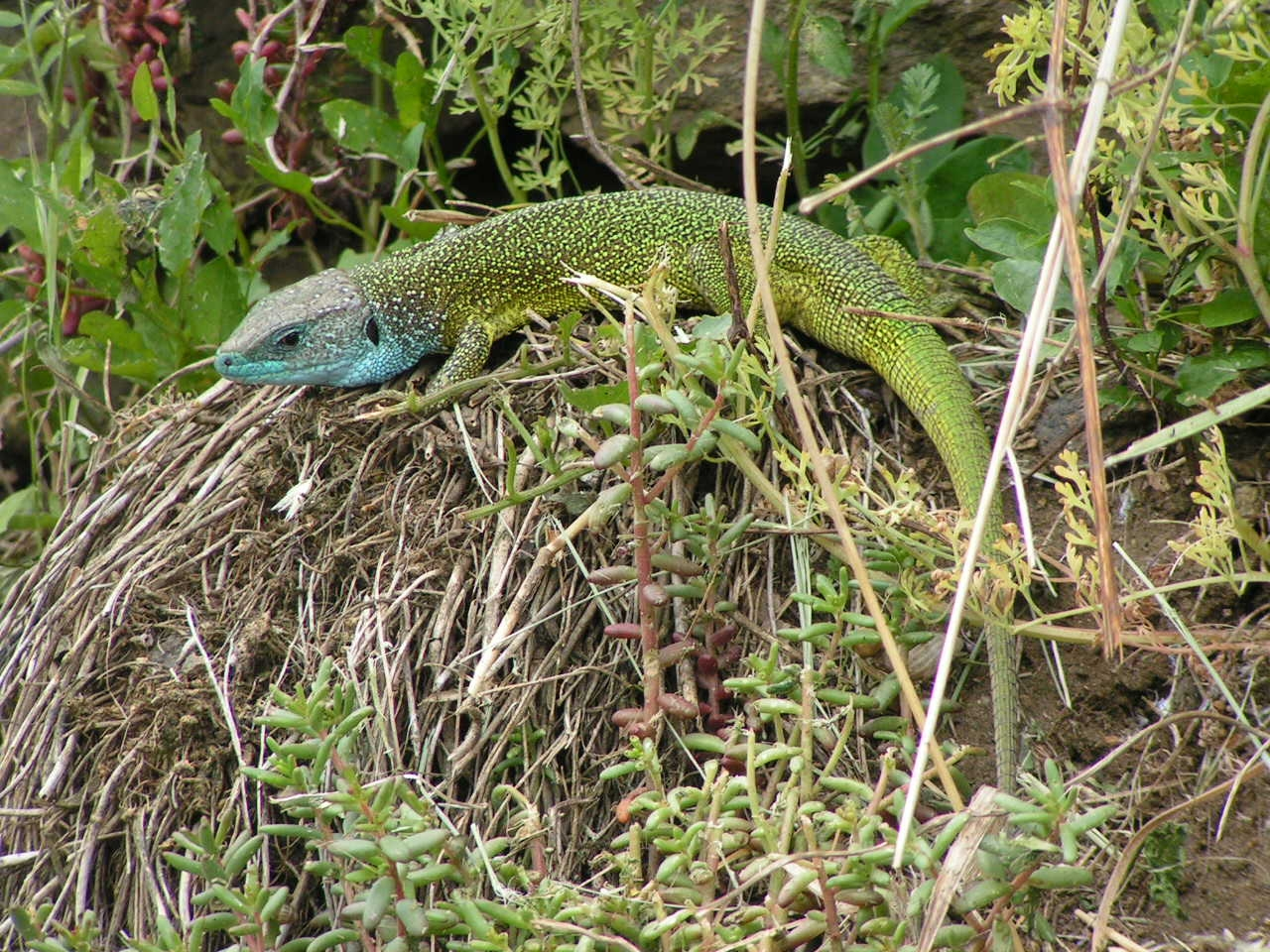
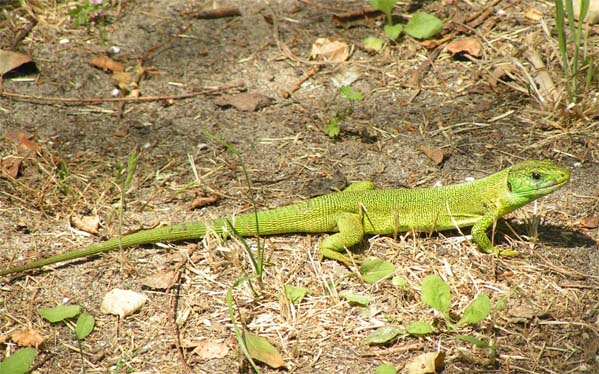
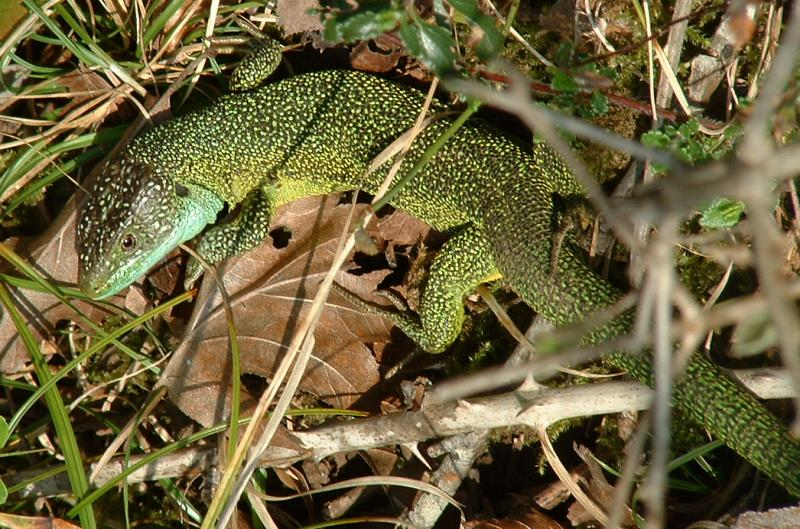
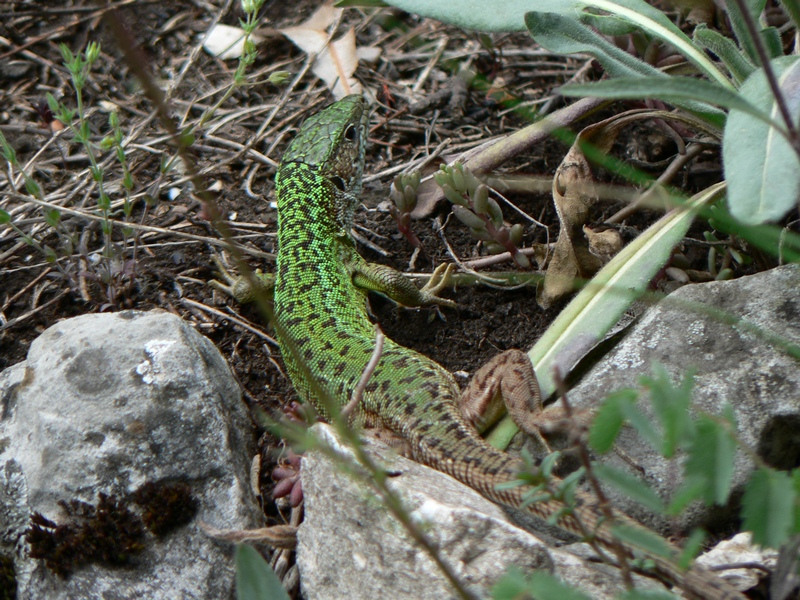